# Sokolovac (żupania bielowarsko-bilogorska)
Sokolovac – wieś w Chorwacji, w żupanii bielowarsko-bilogorskiej, w gminie Dežanovac. W 2011 roku liczyła 222 mieszkańców.